# Edvin Crona
Edvin Crona (25 januari 2000) is een Zweeds voetballer. De aanvaller speelt sinds 2024 voor het Finse FF Jaro. 

## Kalmar FF
Als vierjarige begon Crona met voetballen bij Ljungbyholms GoIF. Die club bleef hij trouw tot hij in 2014 werd opgepikt door Kalmar FF. Daar begon hij in de jeugd. Op 16-jarige leeftijd maakte de aanvaller zijn eerste minuten in de hoofdmacht tijdens een oefenwedstrijd tegen SJK. Kort daarna tekende hij zijn eerste seniorencontract. Kalmar FF legde het talent voor vier jaar vast. Een jaar later verlengde Crona dat contract met nog een jaar.
Crona maakte zijn officiële debuut in een Allsvenskanwedstrijd op 24 april 2017. Tijdens de wedstrijd tegen IK Sirius mocht hij in de 89ste minuut invallen. Een definitieve doorbraak bleef echter uit. Crona werd verhuurd aan IFK Värnamo, Oskarshamns AIK (2x) en Atvidabergs FF, waarna in 2023 besloten werd zijn contract niet te verlengen.

## FF Jaro
Na zijn vertrek bij Kalmar FF vond Crona onderdak bij FF Jaro, dat uitkomt in de Finse Ykössliga. Bij zijn debuut tegen SalPa was de aanvaller direct twee keer trefzeker.